# خیال‌پردازی (فیلم)
«خیال‌پردازی» (انگلیسی: Fantasies (film)) یک فیلم به کارگردانی جان درک است که در سال ۱۹۸۱ منتشر شد. از بازیگران آن می‌توان به بو درک اشاره کرد.